# Брекенриџ (Колорадо)
Брекенриџ (енгл. Breckenridge) град је у америчкој савезној држави Колорадо.

## Демографија
По попису из 2010. године број становника је 4.540, што је 2.132 (88,5%) становника више него 2000. године.
| Група             | 2000.         | 2010.         |
| Белци             | 2.198 (91,3%) | 3.992 (87,9%) |
| Афроамериканци    | 9 (0,4%)      | 31 (0,7%)     |
| Азијати           | 25 (1,0%)     | 55 (1,2%)     |
| Хиспаноамериканци | 131 (5,4%)    | 410 (9,0%)    |
| Укупно            | 2.408         | 4.540         |